# World of Warcraft: Wrath of the Lich King
World of Warcraft: Wrath of the Lich King is de tweede uitbreiding van het Massively Multiplayer Online Role Playing Game World of Warcraft, waar het The Burning Crusade opvolgt. Het spel werd aangekondigd op de eerste dag van BlizzCon op 3 augustus 2007. Wrath of the Lich King werd uitgebracht op 13 november 2008, in de eerste 24 uur dat het spel beschikbaar was werden er 2.8 miljoen exemplaren verkocht. Hierdoor is het het snelst verkopende spel ooit, het vorige spel dat het record hield was de vorige uitbreiding The Burning Crusade wat 2.4 miljoen keer werd verkocht binnen de eerste 24 uur.

## Plot en inhoud
Het verhaal heeft een groot verband met Warcraft III (Illidan Stormrage, Arthas Menethil en Ner'Zhul). De oude orc Ner'Zhul heeft gefaald met het dienen van Kil'Jaeden en wordt verbannen uit Outland. Kil'Jaeden heeft andere plannen met Ner'Zhul en veranderd hem tot The Lich King. Met een leger, genaamd The Scourge, achter hem. Zonder The Lich King is The Scourge een groter gevaar voor Azeroth omdat ze geen verplichtingen hebben. Nadat The Scourge de aanval op Lordaeron begint, gaat de prins van Lordaeron, Arthas, en zijn goede vriendin, Lady Jaina, naar Strateholm om dat te verhinderen. Dit lukt hun. Hoe dan ook was het al voorbestemd voor Arthas werd geboren dat hij The Lich King zal worden en dus aanvoerder van The Scourge. Ner'zhul probeert Arthas in Northrend te lokken. Daar werd hij geleid tot de plek waar de Frostmourne is verborgen, diep in de Citadel van Icecrown, dat een van de meeste sterkste wapens is in de Warcraft universum. Hij ging naar de hoofdstad van Lordaeron (waar op dit moment Undercity zich bevindt) en door misleiding van Ner'Zhul dood hij zijn vader. De Forsaken neemt later Undercity over. Via het wapen Frostmourne hoort Arthas stemmen dat hij zo snel mogelijk naar The Frozen Throne moet komen, aangezien Kil'jaeden heeft gevraagd aan Illidan om het te vernietigen. Arthas komt op de plek waar Ner'Zhul is bedekt onder een laag ijs. Ner'Zhul vraagt om hem te bevrijden van deze gevangenschap en Arthas gaat daar op in. Nadat het ijs was gebroken kan Arthas de Helm of Domination oprapen en die opzetten. De eerste woorden die hij hoorde was van Ner'Zhul, "Now we are One". Arthas en Ner'Zhul hebben elkaars geheugen vermengd. Wrath of the Lich King speelt zich 20 jaar later af nadat The Lich King ontwaakt op zijn troon, klaar om Azeroth te veroveren.

### Northrend

Northrend in World of Warcraft: Wrath of the Lich King

Northrend is een continent met ongeveer dezelfde oppervlakte als Outland. Northrend is in het noorden van Azeroth gesitueerd. De bijnaam van Northrend wordt ook wel 'The Roof of the World'  genoemd, aangezien daar de hoogste toren staat, The Frozen Throne. Voor de Sundering gebeurde, was het continent Northrend helemaal onbekend. Een ras genaamd de Aqir vocht tegen de Trolls. De Trolls hebben de legers van Aqiri in tweeën gesplitst. De Aqiri vluchtte naar het noorden en daar kwamen ze het rijk van Azjol'Nerub tegen. Later hebben de Aqiri hun naam veranderd naar de Nerubians.
10.000 jaar voor Warcraft I is The Sundering gebeurd. Dit is een verandering van de planeet Azeroth omdat de Well of Eternity werd gesloten met de Dragon Soul om Sargeras tegen te houden. Het continent werd verdeeld in 4 delen. 1 van die 4 delen was Northrend, geïsoleerd van de rest van de wereld. The Nerubians leefde er rustig .. tot de komst van The Lich King en The Scourge.
Northrend bestaat uit de volgende landen; Howling Fjord, Borean Tundra, Dragonblight, Grizzly Hills, Zul'Drak, Sholazar Basin, The Storm Peaks, Crystalsong Forest, Icecrown en een pvp plek alleen bedoeld voor het Player versus Player systeem Wintergrasp.

### The Frozen Throne
The Frozen Thone is een toren van ijs gesitueerd in Icecrown Citadel, Northrend. Arthas werd door Ner'zhul naar daar gelokt om hem te bevrijden van zijn gevang. Arthas wordt de nieuwe Lich King.
Sindsdien is The Frozen Throne de plek waar The Lich King altijd zit, op zijn troon omringd met ijs. Rondom The Frozen Throne is een volledig fort gebouwd om het zo te beschermen, Icecrown Citadel. Op dit moment is The Frozen Throne de plaats waar een oude Alliance generaal Bolvar op rust. Nadat Arthas faalt en sterft heeft King Terenas I Tirion uitgelegd, dat er altijd een Lich King moet zijn om The Scourge in bedwang te houden. Tirion wou zich opofferen en de Helm of Domination op zijn hoofd plaatsen maar dan was er Bolvar. Omdat hij stierf tijdens een gevecht tussen de Alliance en de Horde versus The Lich King, hebben de Dragon Aspects Bolvar weer tot leven gewekt. Bolvar vindt dat hij niet hoort in de wereld van de levenden. Tirion doet die Helm of Domination op zijn hoofd en zo wordt Bolvar de nieuwe Lich King.

## Gameplay
De nieuwe uitbreiding zorgt ervoor dat spelers zich kunnen verplaatsen naar een nieuw continent: Northrend, en daar tot level 80 kunnen levelen. Ook is de eerste Hero class, de 'Death Knight' Men kan met die class vanaf level 55 spelen tot level 80.
Er komen nieuwe PvP Battlegrounds en ook gebouwen die vernietigd kunnen worden met de nieuw geïntroduceerde Siege Weapons. Net zoals voorheen worden er weer vele nieuwe 5-man-, 10-man- en 25-man-dungeons geïntroduceerd.

### Death Knight
De Death knight is een hero class en volger van The Lich King. Eens je de class speelt begint de Death Knight aan een serie questen in Acherus: The Ebon Hold en de Scarlet Enclave waarbij hun verleden en afkomst. De Death Knight draagt alleen plate gear en is een sterke DPS of Tank dat gebruikmaakt van een heel nieuw spell systeem. In plaats van Mana/Rage of Energy gebruikt de Death Knight Runes. Er zijn 6 Runes waarvan het verdeeld is in 3 verschillende, Blood, Frost en Unholy die om de 10 seconden terug uit hun, zogenaamde, cooldown zijn. Ook gebruikt de Death Knight Runic Power dat als het systeem van Rage werkt.
Op BlizzCon 2007, heeft Blizzard het debuut van Hero Classes geïntroduceerd; een lang verwacht nieuwigheid in World of Warcraft. Hero classes zullen bestaan uit classes uit Warcraft III die te sterk waren om vanaf level 1 te beginnen of die niet paste in een vroeg stadium van het spel. Momenteel kondigde Blizzard maar 1 Hero class aan: de Death Knight. Maar wel is bekend dat meer Hero Classes zullen volgen in latere uitbreidingen.